# Lepraria methylbarbatica
Lepraria methylbarbatica är en lavart som beskrevs av Elix. Lepraria methylbarbatica ingår i släktet Lepraria och familjen Stereocaulaceae.   Inga underarter finns listade i Catalogue of Life.